# Valenzelektronenkonzentration
Die Valenzelektronenkonzentration (VEK oder englisch valenz electron concentration, VEC) ist die Zahl der Valenzelektronen pro Atom. Diese Größe ist das entscheidende Kriterium für die Frage der möglichen Verbindungen bei kovalenten Verbindungen (8-N-Regel, also dass ein Element der N. Hauptgruppe 8-N kovalente Bindungen eingeht) oder bei Ionenkristallen (Edelgasschale für Ionen entspricht VEK = 4).
Die VEK ist auch bei intermetallischen Phasen wichtig. Das Problem bei der Betrachtung der VEK ist die Zahl der Valenzelektronen, die zwar für viele Metalle (z. B. VEK(Na) = 1, VEK(Mg) = 2, VEK(Al) = 3) unmittelbar klar ist, die bei vielen anderen Metallen aber auch vom Bindungspartner abhängen kann (siehe Nebengruppenelemente). Besonders heikel sind die 3d-Metalle, bei denen die Beteiligung der d-Orbitale in den Metallen und Legierungen sehr stark schwankt.
Die VEK bestimmt die Zusammensetzung der Hume-Rothery-Phasen. Sie berechnen sich für beispielsweise CuZn oder AgCd aus:
{\displaystyle VEK={\frac {VE(\mathrm {Cu} )+VE(\mathrm {Zn} )}{N}}={\frac {1+2}{2}}=3:2=21:14=1{,}5},
dabei ist VE die Valenzelektronenzahl und {\displaystyle N} die Atomzahl.
Daraus ergeben sich für die verschiedenen Phasen die Verhältnisse:
| Phase | Verhältnis |
| ----- | ---------- |
| α ≈   | 21:15      |
| β =   | 21:14      |
| γ =   | 21:13      |
| ε =   | 21:12      |